# جندبادستر

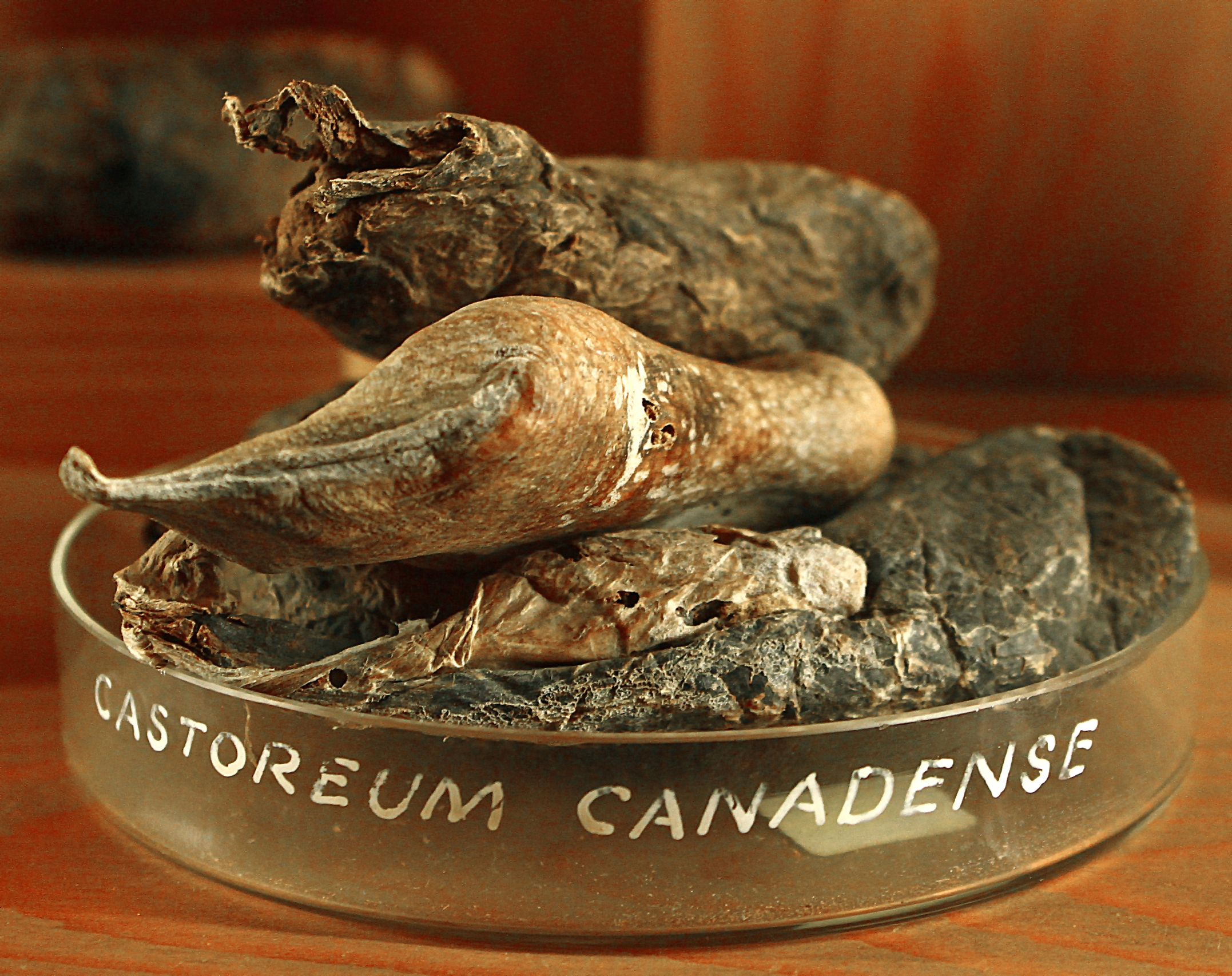
گندبیدستر

کاستوریوم یا جُندُبادَستَر، معربِ گُندِبیدَستَر، ماده‌ای زردرنگ است که از کیسه‌های مخصوصی در بدن بیدستر آمریکایی (Castor canadensis) و بیدستر اروپایی (Castor fiber) ترشح می‌شود.
سگ آبی یا بیدستر از این ماده به همراه ادرار برای علامت‌گذاری قلمرو خود استفاده می‌کند. بیدسترِ نر و ماده هر دو یک جفت کیسهٔ جندبادستر و یک جفت غدهٔ مقعدی دارند که در دو حفره زیر پوست بین لگن و پایه دم قرار دارند. کلمهٔ گُند به معنی بیضه است٬ اما کیسه‌های گندبیدستر از نظر سلولی ربطی به بیضه ندارند و حتی غدهٔ واقعی (غدد درون‌ریز یا برون‌ریز) هم نیستند، از این رو نام بردن از آنها با عنوان غدهٔ غلفه، غدهٔ جندبادستر یا غدهٔ عطری درست نیست.
در بعضی از عطرها از جندبادستر به عنوان تنتور استفاده می‌شود و نیز گاهی در اوایل قرن بیستم به عنوان افزودنی غذایی از آن استفاده می‌شد.

## کاربردها

### در عطرها

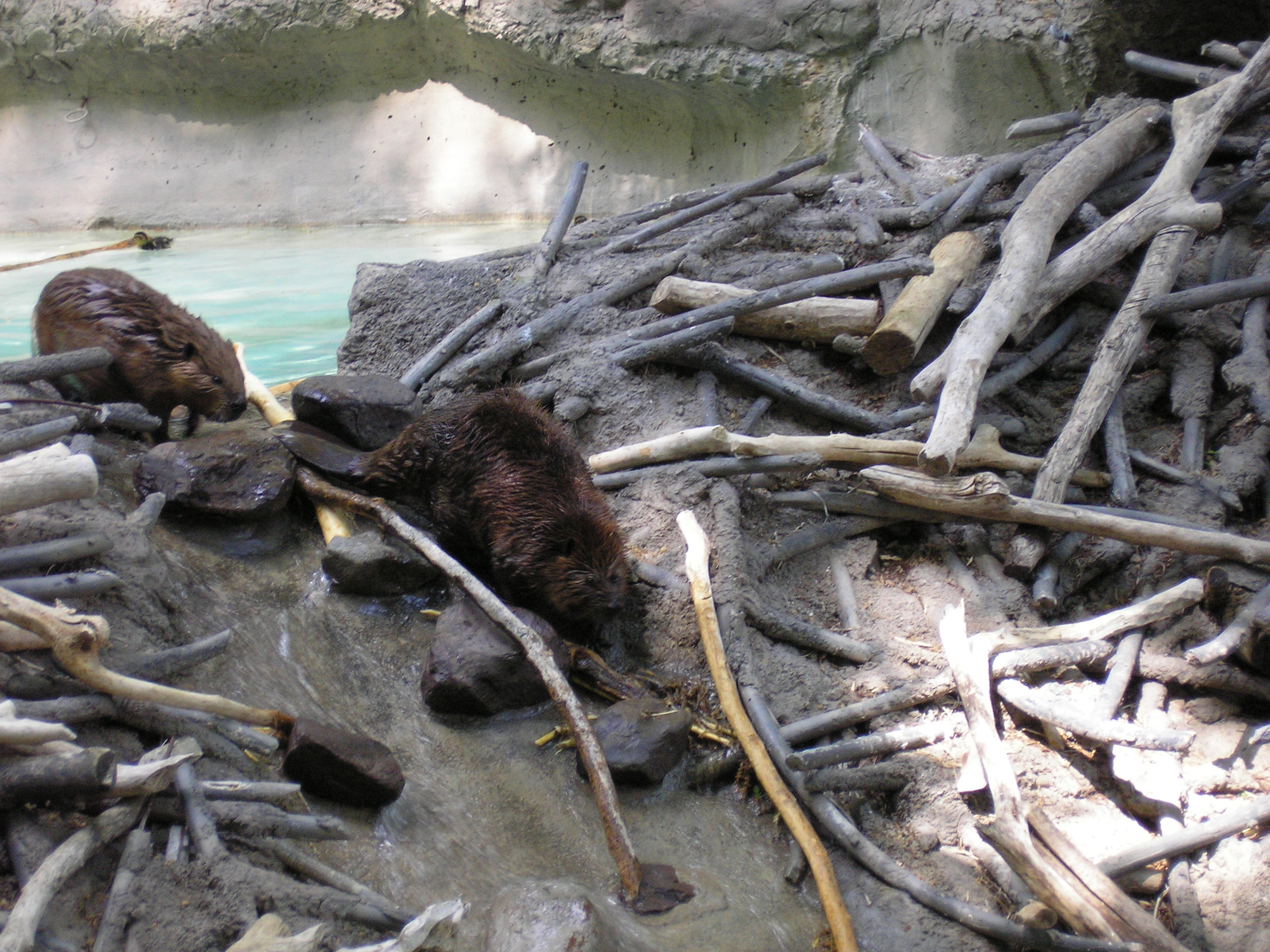
بیدستر آمریکایی در باغ وحش ملی اسمیتسونیان، در واشینگتن دی سی

در عطرسازی، اصطلاح کاستوریم یا جندبادستر به عصاره رزینوئید حاصل از تنتور الکلیِ جندبادستر خشک‌شده گفته می‌شود. کیسه‌های خشک‌شدهٔ جندبادستر را معمولاً به مدت دو یا چند سال نگه می‌دارند تا نرم شوند.

### در غذا
در ایالات متحده، سازمان غذا و دارو، عصاره جندبادستر را به عنوان یک افزودنی غذایی بی خطر مجاز دانسته‌است. انجمن تولیدکنندگان طعم و عصاره، عصاره و مایع جندبادستر را از سال ۱۹۶۵ مجاز دانسته‌است. با این حال مصرف آن در صنعت بسیار کم و در حدود سالیانه ۳۰۰ پوند است. در مقایسه مصرف وانیل سالانه بیش از ۲٫۶ میلیون پوند است.

### در طب سنتی
جندبیدستر در ترکیبات بعضی از معجونها بکار رفته است و دارای مزاج گرم و خشک است.